# نیزارهای مرکزی
نیزارهای مرکزی (انگلیسی: Central Marshes) که هورهای قرنه نیز نامیده می‌شود، مجموعه تالاب‌های بزرگی در عراق است که در کنار دو هور بزرگ هورالعظیم و هور حمار، نیزارهای بین‌النهرین که بخشی از سامانه رودخانه‌ای دجله و فرات است را تشکیل می‌دهند. این نیزارها قبلاً مساحتی در حدود ۳۰۰۰ کیلومتر مربع را پوشش می‌دادند، ولی پس از خیزش شعبانیه در سال ۱۹۹۱، تقریباً به‌طور کامل توسط پروژه‌های بزرگ زهکشی، سد و دایک سازی تخریب و خشکانده شدند. از سال ۲۰۰۳ به این‌سو، نیزارها به دنبال جریان دوباره سیلاب و تخریب سدها در حال بهبود هستند.